# NGC 1218
NGC 1218 è una vasta galassia lenticolare situata nella costellazione della Balena, a una distanza di circa 399 milioni di anni luce dalla nostra Via Lattea.

## Scoperta
La galassia è stata scoperta il 6 settembre 1886 dall'astronomo statunitense Lewis Swift.

## Descrizione

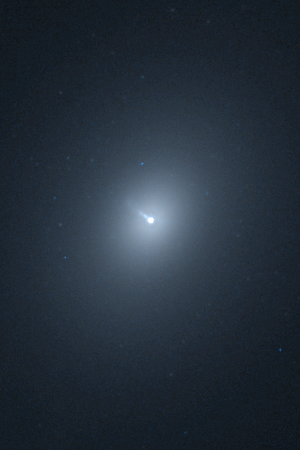
Il getto emesso da NGC 1218, ripreso dal Telescopio spaziale Hubble.

NGC 1218 è una galassia attiva del tipo Seyfert 1 che presenta un getto di emissione di onde radio. Viene classificata anche come oggetto BL Lacertae, che indica una galassia presentante una elevata ampiezza di variazione e una rilevante polarizzazione della radiazione emessa. Nel suo spettro di emissione sono presenti bande strette di emissione a bassa eccitazione (LEG : Low Excitation narrow line galaxy).

## Radiosorgente
Nel 1982 è stato rilevato che il nucleo galattico attivo di NGC 1218 emette un getto relativistico. Un successivo studio del 1986 ha confermato la presenza del getto radio trovando anche evidenze del possibile controgetto. Il getto è stato ripreso dal Telescopio spaziale Hubble il 17 agosto 1994. Poco dopo venne individuato nello spettro visibile un getto da radiazione di sincrotrone simile a quello di Messier 87.
Il 6 settembre 2000, all'interno di NGC 1218 è stata rilevata una supernova di tipo Ia, che si ritiene sia stata innescata dal getto radio.